# 滨海夏朗德省
滨海夏朗德省（法語：Charente-Maritime，法語：[ʃaʁɑ̃t maʁitim] ⓘ）是法国的一个省。

## 历史

### 名称
滨海夏朗德省（桑通日语：Chérente Marine）因其河流和海岸线而得名。
这条河在桑通日语被称为Chérente。至于形容词“滨海”，是表示该省位于大西洋的沿海位置。
此前，该省因其位于河流下游而被命名为下夏朗德省，从成立到1941年9月4日。正是干邑贸易商要求维希政权做出改变，以维护其产品质量的声誉。
该省的名称来源于高卢罗马时代的一条河流，在希腊语中被称为“Κανέντελος”（Kanentelos）。著名地理学家克劳狄乌斯·托勒密在公元140年提到了这个名字。
360年，在古典时代晚期，拉丁诗人奥索尼乌斯将这条河的名字拉丁化为“Carantonus”。
后来，在865年的一份手稿中，这条河被拼写为拉丁语“Caranto”。
在中世纪后期，它以几乎当代的形式出现在一篇文章中，其中提到了“Taillebourg村庄，它坐落在一条名为Carente的阳性河流上”。
在19世纪末或20世纪的某个时候，夏朗德两省沿河的大多数城镇和村庄的名称都在其地名中加上了夏朗德河的名称——1952年的夏朗德河畔萨利尼亚克（Salignac-sur-Charente）或1984年的夏朗德河畔比萨克（Bussac-sur-Charente）——通常是为了避免地理上的同音词。

### 历史

1790年建立的滨海夏朗德省，可以看到包括了前欧尼斯、桑通日和普瓦图行省（小部分）的区域

为了结束旧制度，1790年3月4日法国大革命期间，根据1789年12月22日的法律成立了该省。
它是由古代的欧尼斯和桑通日以及普瓦图和昂古莱姆的一小部分人工形成的，以桑特为首都。它最初被命名为下夏朗德省，因为根据夏朗德河的地理位置，其下游流向大西洋河口。
1810年7月1日，拿破仑一世通过一项帝国法令将该省首府从桑特转移到拉罗谢尔。
1941年9月4日，一项法律授权下夏朗德省将其名称改为滨海夏朗德省。
2016年1月1日，该省所属的普瓦图-夏朗德地区与阿基坦和利穆赞地区合并，成为新的新阿基坦大区。

### 纹章
滨海夏朗德省的纹章表现为：“上半部分是蓝色的，带着银色的冠冕，伴随着三朵金色的百合花，而下半部分是红色背景带着金色冠和轮廓的鹧鸪。上半部分代表桑通日，下半部分代表欧尼斯。

## 行政区划
在领土管理领域，滨海夏朗德省由两个前省欧尼斯和桑通日以及普瓦图和昂古莱姆的一部分合并而成，组成如下：
- 5个区
- 27个县
- 13个社区间社区（4个聚集社区（罗什福尔、拉罗谢尔、鲁瓦扬和桑特）和9个公共社区）。
- 463个市镇
- 滨海夏朗德省的老市镇。该省最新的三个市镇建于第二次世界大战后。这些是位于夏朗德河口左岸的巴尔克港（Port des Barques）、大维拉日普拉日（Grand Village Plage）和拉布雷莱班（La Brée-les-Bains），后两个是位于奥莱龙岛上的市镇。

拉罗谢尔自1810年以来一直是滨海夏朗德省省会。在此之前的20年，桑特是省会。副省会包括了容扎克、罗什福尔、圣让当热利和桑特。
在1926年重新绘制行政地图之前，马雷讷也是一个副省会。

## 地理

### 地理概况
滨海夏朗德省属于新阿基坦大区，位于其西北部。面积6,864平方公里，在大区内排名第六，是大区内人口第三大省，仅次于吉伦特省和大西洋比利牛斯省，2022年有668,160名居民。
总体而言，滨海夏朗德省是“大西洋南部”的一部分，位于法国西南部，毗邻大西洋和欧洲最大的河口吉伦特河口。
滨海夏朗德省在其西部拥有广阔的海岸线，与其他五个省接壤。北部与旺代省接壤，东北部与德塞夫勒省接壤，东部与夏朗德省接壤（拥有最长的边界），东南部与多尔多涅省接壤，南部与吉伦特省接壤。

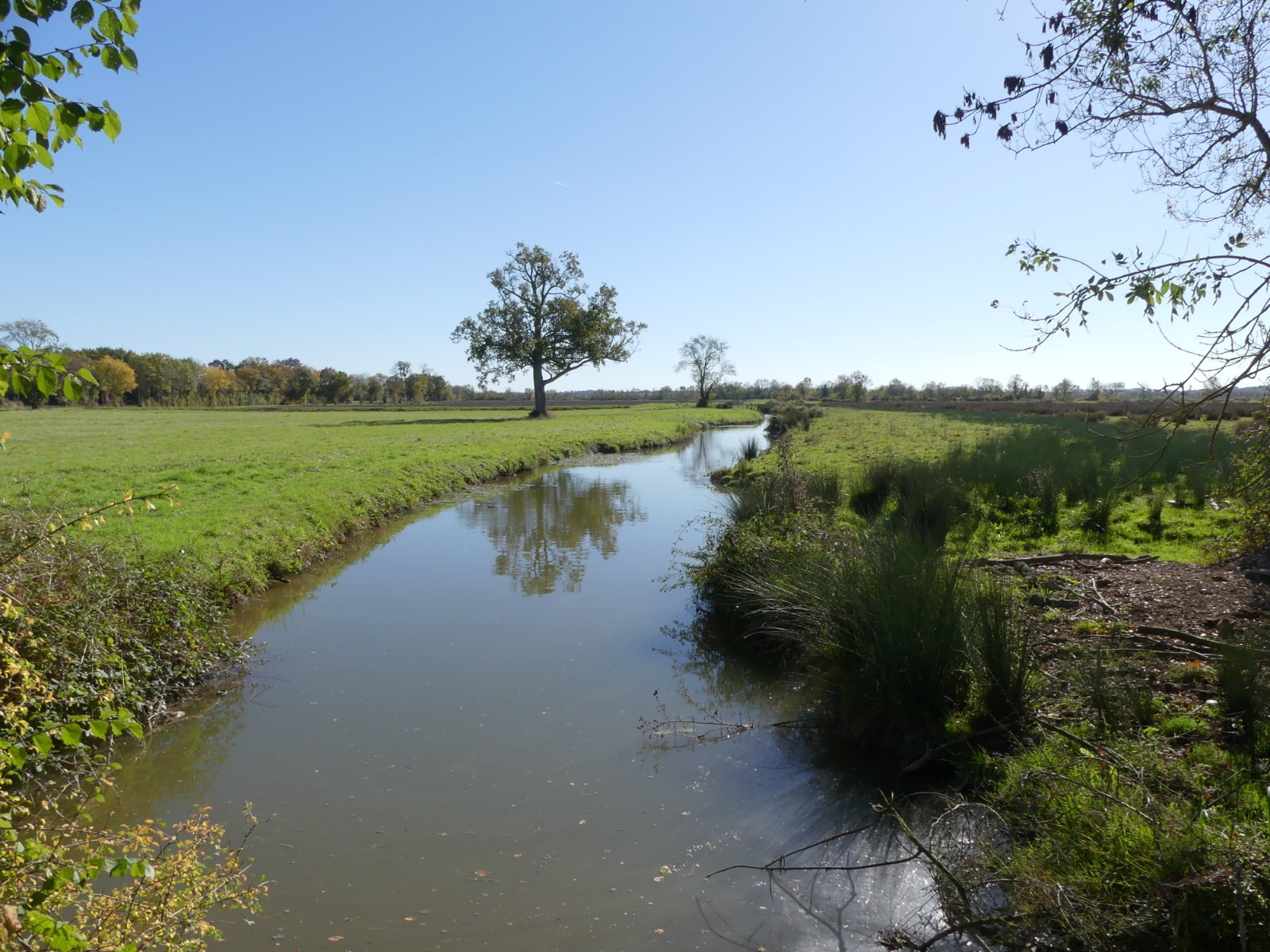
滨海夏朗德省中部的博尔地区

该省的长度和奇怪的地理结构由平原和低地组成，北部树木稀少，但南部较多。滨海夏朗德省的特点是地势平缓起伏，海拔通常较低（该省的最高点是173米的尚特梅尔百年纪念碑，位于欧奈森林和孔特雷），由河流和溪流穿过，这些河流和溪流流经浅水和扩大的河谷，其海岸线与占据该省1/5领土的大片沼泽接壤。
该省在大西洋和吉伦特河口都有广阔的海滨。
该省的极点按基本点顺序排列：
- 马朗（北）
- 圣艾居兰（东）
- 拉克洛特（南）
- 圣克莱芒代巴莱讷（西）
- 圣乔治代科托（滨海夏朗德省的地理中心）。

人口最多的城市是拉罗谢尔（78535人），人口最少的市镇是吕萨克（46人）。
该省海岸线总长度为463公里，其中230公里对应于构成夏朗德群岛的四个岛屿的海岸线，从北到南，沿着该省的大陆边缘，由雷岛、艾克斯岛、马达姆岛和奥莱龙岛代表。
雷岛位于拉罗谢尔（La Rochelle）附近，位于夏朗德和旺代海岸之间。圣马丹德雷通常被认为是历史上的“首都”，但它不再是主要城市。
艾克斯岛位于昂蒂奥什海峡的中心，在奥莱龙岛和富拉之间，位于夏朗德河口的北端。
马达姆岛是夏朗德群岛中最小的岛屿。它位于夏朗德河口左岸，北面是富拉半岛和艾克斯岛，南面是巴尔克港的海滨度假胜地，在行政上隶属于该市。它面向奥莱龙岛和著名的布瓦亚尔堡垒遗址。
奥莱龙岛位于桑通日海岸。它是继科西嘉岛之后法国最大的本土岛屿，长30公里，宽8公里（最宽），面积174平方公里，拥有近22,000名永久居民。主要中心是圣皮埃尔多莱龙，也被认为是奥莱龙岛的地理“首都”。

### 地质学概况
从地质角度来看，滨海夏朗德省占据了阿基坦盆地的北部，这是法国三个沉积盆地之一。在北部，该省被普瓦图沼泽的巨大洼地与阿摩里卡丘陵隔开。在东北部，普瓦图隘口将该省与巴黎盆地分隔开来。
滨海夏朗德省的底土完全由中生代、新生代和第四纪的古老沉积岩组成。岩石主要由石灰岩、泥灰岩、粘土和砂岩组成。该省的北部被上侏罗纪石灰岩和泥灰岩（从牛津期到提通期，穿过启莫里期）占据，主要标志着雷岛、奥莱龙北部和欧尼斯平原的景观。上白垩纪地形主要由白垩纪石灰岩、粗糙石灰岩、粘土和砂质石灰岩组成，年龄从森诺曼期到坎帕期（桑通日，吉伦特河口海岸）。新生代砂质粘土覆盖了该省的东南部。沿海沼泽（罗什福尔、布鲁阿什、普瓦图）由第四纪河海冲积物组成。夏朗德海洋底土由一些断层和开放的多公里褶皱（背斜和向斜：桑特向斜、容扎克背斜）构成，并朝向西北-东南（方向称为“阿摩里卡”）。该省位于低（该省南部）至中等（该省北部）地震活动区。
有四条河流流入大西洋：
- 尼奥尔塞夫尔河位于滨海夏朗德省北部，是与旺代省的自然边界；
- 夏朗德河流经该省中部，是该省的主要河流动脉；
- 瑟德尔河是法国最小的沿海河流之一，通过一个长长的河口流入海洋，但它为法国最大的牡蛎盆地提供了水源；
- 吉伦特河对应于加龙河和多尔多涅河的共同河口，标志着对吉伦特省的南部边界。它对应于西欧最大的河口，滨海夏朗德省与其右岸接壤，直至河口。

## 气候
滨海夏朗德省的气候属于温带海洋性气候，因此阳光的强度适宜（大西洋沿岸最佳，每年高达2300小时）。雨量适中，每年的降水量不超过900毫米。而气温平均每年从夏季的20 °C到冬季的5 °C不等。

### 动植物
滨海夏朗德省是一个以丰富的植物群和动物群为特征的省。这是由于几个因素。
该省受益于代表阿基坦海洋气候的气候细微差别，其特点是冬季温和，靠近大西洋，夏季温暖，海洋气息清新。
亚地中海植物群的存在，特别是在海岸线和查伦特群岛，以龙舌兰、岩蔷薇、银荆、橄榄树、棕榈树、冬青栎、蜀葵为代表……所有这些植被在许多方面唤起了“大西洋南方”的气候。
存在具有不同特征的自然或人工地点，有利于生物多样性丰富的生态系统：沼泽、淤泥湾、盐碱滩、钙质草地、石灰岩悬崖、滩涂、岩石潮间带、沙丘、泛滥草甸、河口湾等。该省南部和沿海岛屿之间的差异很大，这反映在景观的多样性上。
许多自然保护区的存在有助于保护自然栖息地，城市化和农业用地仍然相当温和。
位于大大西洋迁徙路线上的滩涂和沼泽的存在，吸引了大量鸟类，特别是北方鸟类，包括白鹳和黑鹳。

## 人口
2022年，该省有668,160名居民，与2016年相比增长了4.04%（法国不包括马约特岛：+2.11%）。
滨海夏朗德省是一个人口中等的省，2022年其人口密度达到97.3人/km2。
然而，对该省人口分布的更详细分析表明，内部人口差别很大。
人口稠密和高度城市化的海岸线很容易与全国平均水平进行比较，而桑通日内陆地区具有与法国农村和人口稀少相同的特征，但夏朗德中央河谷除外，该河谷围绕桑特展开，其特点是持续和稳定的人口变化。

### 市镇
滨海夏朗德省有4个市镇人口超过1万，分别是
- 拉罗谢尔 79,691
- 桑特 25,312
- 罗什福尔 23,188
- 鲁瓦扬 19,322

### 人口发展史
自两次人口普查开始以来，该省的人口演变分为四个主要历史时期。
从拿破仑时代到第二帝国，该省人口显著增长，1861年人口首次达到481,060人。直到一个世纪后的1968年，这一创纪录的数字才被打破。
随后是一个长期的人口下降时期，尽管该省城市充满活力，但农村人口大量外流。出现了两个截然不同的阶段，第一个阶段的特点是人口急剧下降，从第二帝国垮台和第三共和国成立到第一次世界大战结束，然后在两次世界大战之间出现了一段时间的人口停滞。
第四个人口时期反映了自第二次世界大战后以来人口增长的强劲和稳定复苏，自1990年以来再次加速。

### 有吸引力的省
滨海夏朗德省是法国最具吸引力的省份之一，尤其是大西洋沿岸。该省之所以具有吸引力，是因为其沿海边缘和温和的气候，以及有利于海养和日养的高日照率，还因为其活跃的农村地区和拥有良好商店和服务的中小型城镇网络。事实上，自1975年以来，滨海夏朗德省一直保持着积极的净移民，自那时以来，净移民稳步增加，并导致人口稳步增长，该省的主要城市和沿海地区对此做出了重大贡献。
尽管人口老龄化已成为该省一个普遍现象，但长期受农村人口外流影响的农村地区，如上桑通日地区、双桑通日地区和桑通日东北地区，其人口结构令人担忧，反过来也成为有吸引力的地区。
然而，滨海夏朗德省按年龄组的人口分布相对不均衡，往往会加剧人口对比。事实上，它将城市和城郊地区年轻人口为主的定居点与沿海和农村地区的其他主要是老年人口的定居点形成了对比。
事实上，滨海夏朗德省有三个定居区，其人口结构明显不同。
主要的经济和城市中心-拉罗谢尔-罗什福尔双极、叙热尔-艾格尔弗耶多尼斯-马朗三角周围的欧尼斯地区和由蓬镇-热莫扎克轴线补充的桑特市区-往往集中年轻人口和年轻家庭（超过30%的人口年龄在25岁以下）。这些地理区域的人口动态的特点是自然平衡和明显的正移民平衡。这种活力不仅涉及老年人的居住，还涉及年轻资产的分布。这些地理区域是该省最具活力和吸引力的区域。
相比之下，以上桑通日和桑通日东北为代表的深部农村地区的情况似乎不太有利，几十年来，农村人口外流和农业萧条加剧了这些地区的困境。这两个区域具有与“空对角线”相同的人口特征（法国从阿登到中央高原南部，没有充满活力的城市中心，自然平衡为负，移民平衡为正，但以老年人定居为特征）。这些是处于严重人口危机中的农村地区，日益令人担忧的经济萧条加剧了这一危机。圣让当热利（Saint-Jean-d'Angély）、容扎克（Jonzac）或蒙唐德尔（Montendre）等较小的城市中心正在失去动力，在城市危机中，它们对自己的地区影响有限。
该省沿海地区的经济主要以旅游业为基础，自1990年以来，其吸引力大大增强。尽管夏朗德海岸线的人口显著增长，特别是鲁瓦扬市区、从索容到马雷讷的下瑟德尔河谷、富拉和沙泰拉永普拉日的海滨度假胜地以及夏朗德的两个主要岛屿（奥莱龙岛和雷岛），但这并没有摆脱人口老龄化的现象，从现在起，退休人员的比例往往超过总人口的40%，与地中海海岸（尤其是蔚蓝海岸、瓦尔海岸和朗格多克海岸）的观测范围相同。然而，这是一个快速城市化的地理区域，人口密度很高，远远高于该省甚至法国平均。

### 加速中的城市化
滨海夏朗德省是一个中等城市化的省。其城市化率已超过60%（2021年城市化率为61%），而法国的城市化率远远高于75%。然而，该省的城市结构总体上相对平衡，除了最南端，那里受到波尔多吸引力的强烈影响。
2021年，该省的四个主要城市群按以下顺序排列：拉罗谢尔（138,236名居民）、鲁瓦扬（40,122名居民）、罗什福尔（38,009名居民）和桑特（30,064名居民）。
这一城市网络由其他九个城市单位补充，居民超过5000人，按人口降序排列：拉特朗布拉德（12560人）、马雷讷（9716人）、圣让当热利（7940人）、索容（7183人）、叙热尔（6825人）、圣皮埃尔多莱龙（6627人）、容扎克（5396人）、圣桑德尔（5384人）和拉弗洛特（5280人）。

## 经济

### 省经济概况
滨海夏朗德省的经济在很大程度上与其自然环境有关，自然环境有利于生产多种产品（牛奶、谷物、葡萄藤、水果和蔬菜）的农业和资源丰富的海洋活动（牡蛎、贻贝、盐、鱼和贝类）。其中许多生产产生了农产食品工业，但工业部门发展缓慢，尽管现代化和多样化。
该省的经济由占主导地位的商业部门主导，旅游业已成为滨海夏朗德省的主要活动。
最后，高等教育在滨海夏朗德省的经济中具有一定的重要性，由于1993年拉罗谢尔大学的开学，在20世纪的最后十年中，高等教育得到了显著加强。
滨海夏朗德省是一个重要的谷物和葡萄酒部门，生产干邑。这些不同的产品中有很大一部分是在现场加工的，产生了多样化的农业食品工业，并通过生产干邑白兰地、夏朗德皮诺酒和叙热尔的黄油为该省的声誉做出了贡献。
滨海夏朗德省拥有重要的海滨，使其成为贝类生产（牡蛎和贻贝）的重要地点。
该省还有许多盐沼仍在运营，主要位于夏朗德群岛的岛屿上，那里的盐生产传统上得到保护。盐矿开采有着悠久的历史渊源，可以追溯到铁器时代，第一个盐沼的痕迹可以在奥莱龙岛上找到。这项活动在中世纪成为法国第一次生产盐。夏朗德人对盐的经济霸权一直持续到19世纪中期。
不过，工业部门在滨海夏朗德省并不发达，那里没有像法国北部和东部那样的大型工业集中地。但它已经现代化和多样化，涵盖了相当广泛的活动，主要集中在该省西北部（拉罗谢尔和罗什福尔的聚集区、叙热尔-艾格尔弗耶多尼斯轴线），并分布在桑通日的一些城镇（桑特、蓬镇、容扎克、圣让当热利）以及农村地区。
工业公司主要是中小型企业，它们能够适应现代世界和全球化的要求，其中许多从事出口工作，其他公司则在成功的设计办公室培养技术创新。
此外，由于罗什福尔和拉罗谢尔的造船厂，滨海夏朗德省的游艇行业呈现出强劲的势头。
有趣的是，正是在滨海夏朗德省，埃尔米奥纳号船在罗什福尔港口建成，经过一个特别活跃的协会历经15年的建设。
第三产业占主导地位，占据了该部门近3/4的工作岗位。这一特殊情况一方面是由于根深蒂固的商业传统，另一方面是由于旅游经济日益重要。
自1993年拉罗谢尔大学成立以来，滨海夏朗德省高等教育部门得到了极大加强，并发展成为以高等教育、研究实验室和研发为代表的三个专业领域。

### 交通

滨海夏朗德省的主要城市及其交通线路

自古代以来，滨海夏朗德省一直是南北之间的过境领土。它向大西洋敞开，发展了一个古老而重要的海洋传统。
今天，滨海夏朗德省对其通信基础设施（铁路、公路和高速公路）和港口设施（拉罗谢尔大海港）进行了重大现代化，并增加了其过境和贸易作用，预计将通过铁路电气化、道路现代化和拉帕利斯港港口设施扩建项目进一步发展。
铁路、公路和高速公路的主要十字路口由主要城市代表，其中桑特尤其发挥主导作用。拉罗谢尔和罗什福尔也是重要的过境和贸易中心，这两个城市都有机场，其中拉罗谢尔-雷岛机场是卢瓦尔河和吉伦特河之间最重要的机场。

### 旅游
温和的气候条件、保存完好的重要建筑和环境遗产、充满活力和多样性的文化生活，加上海岸线及其岛屿的吸引力，使滨海夏朗德省成为法国第二大旅游目的地和法国大西洋沿岸的第一位的旅游省份。
滨海夏朗德省的标志性景点包括拉罗谢尔的老港口、布鲁阿日、圣马丹德雷和奥莱龙岛的城堡、沿海地区的前军事防御工事，如布瓦亚尔堡垒、卢瓦堡垒以及17世纪的罗什福尔海上兵工厂、鲁瓦扬、富拉和沙泰拉永的海滨度假胜地，以及吉伦特河畔塔尔蒙、瑟德尔河畔莫尔纳克、拉弗洛特和阿尔斯昂雷的村庄，该村被授予“法国最美丽村庄”称号。最后，桑特、罗什福尔和鲁瓦扬被列为艺术与历史之城及地区，因为前两个城市集中了历史遗迹，后一个城市集中了50年代的建筑。

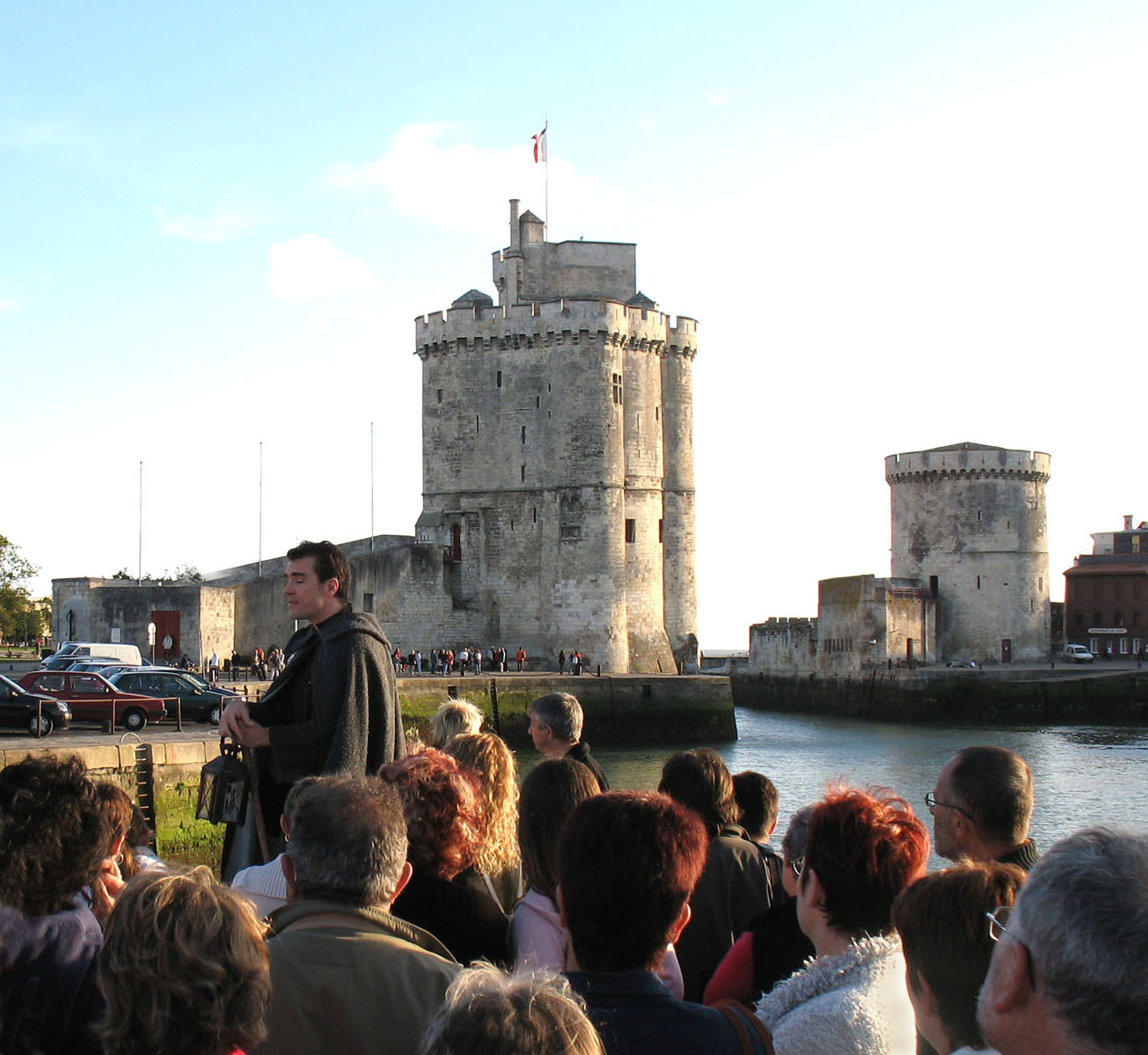
拉罗谢尔的巡夜活动

该省的几个地方被联合国教科文组织列为世界遗产。名单上有圣马丹德雷城堡、圣欧吐普圣殿、蓬镇的朝圣者医院和欧奈圣皮埃尔教堂。
该省有许多罗马式教堂，如萨布隆索修道院，主体是罗马式建筑，部分是哥特式建筑。其他如马雷讷教堂，以及大量城堡，其中一些城堡向游客开放，包括拉罗什库尔邦城堡、马雷讷的加托迪埃尔城堡和布托讷河畔当皮埃尔城堡。许多博物馆和生态博物馆向游客开放，主题多样，经常更新。
该省还包括十几个自然中心、一个区域间自然公园普瓦图沼泽（延伸到旺代省和德塞夫勒省）和一个鸟类保护区，即伊夫沼泽自然保护区。

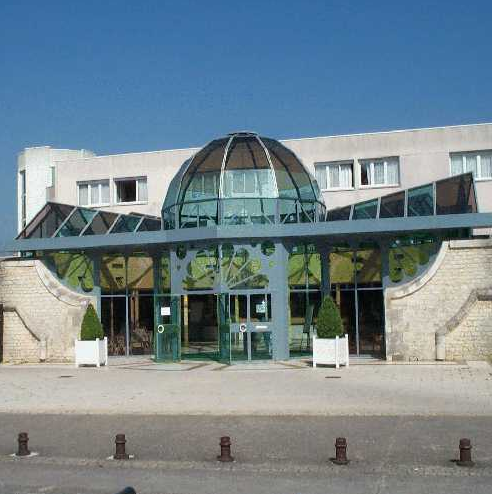
罗什福尔的水疗中心入口

滨海夏朗德省旅游业的丰富性在于其众多的活动，这些活动并非完全基于海岸线。因此，由于水疗（罗什福尔、容扎克和索容的水疗中心）、温泉娱乐和浴疗法的发展，健康旅游业蓬勃发展。它每年吸引数千名到数万名游客。

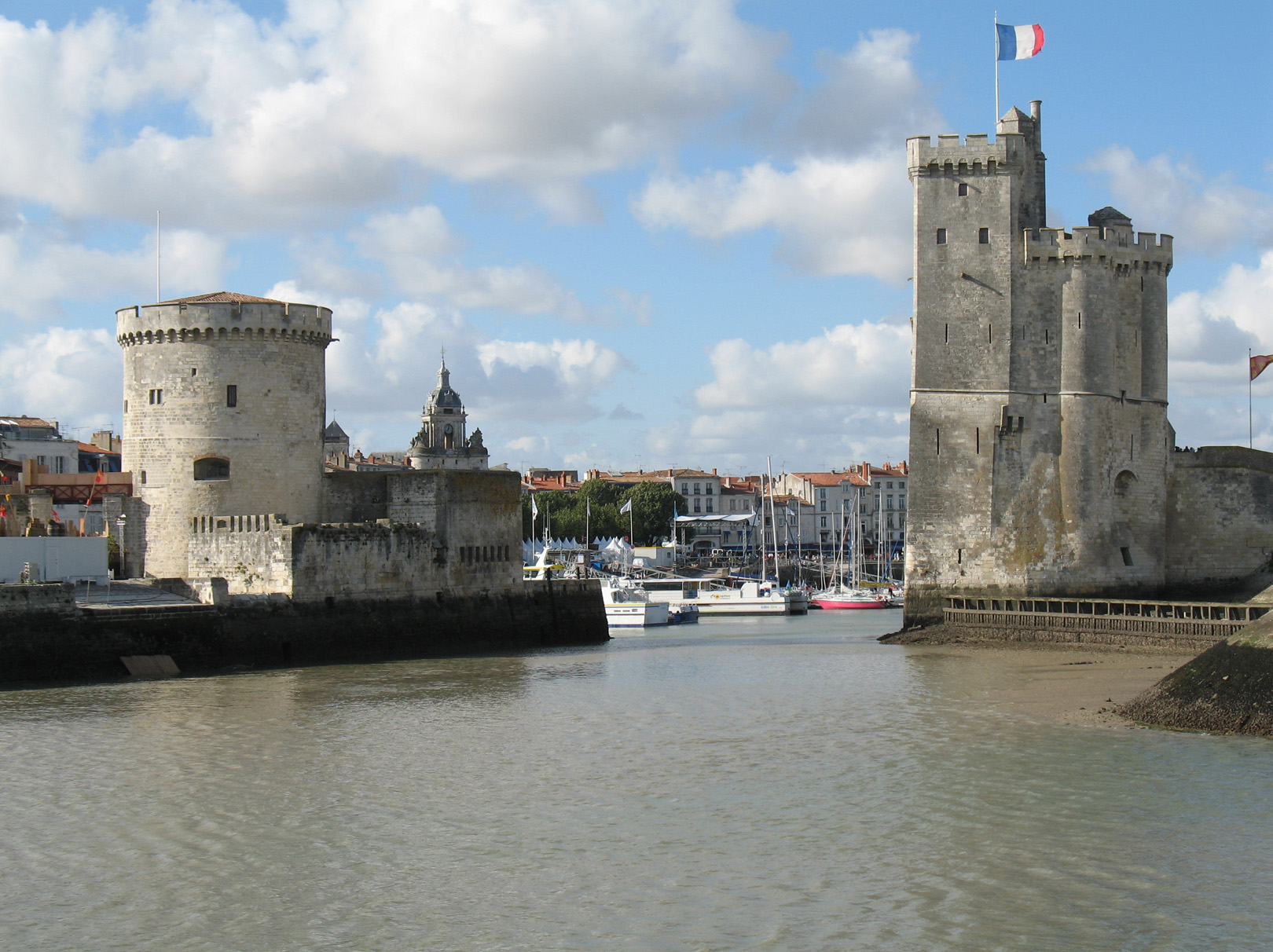
拉罗谢尔的老港口

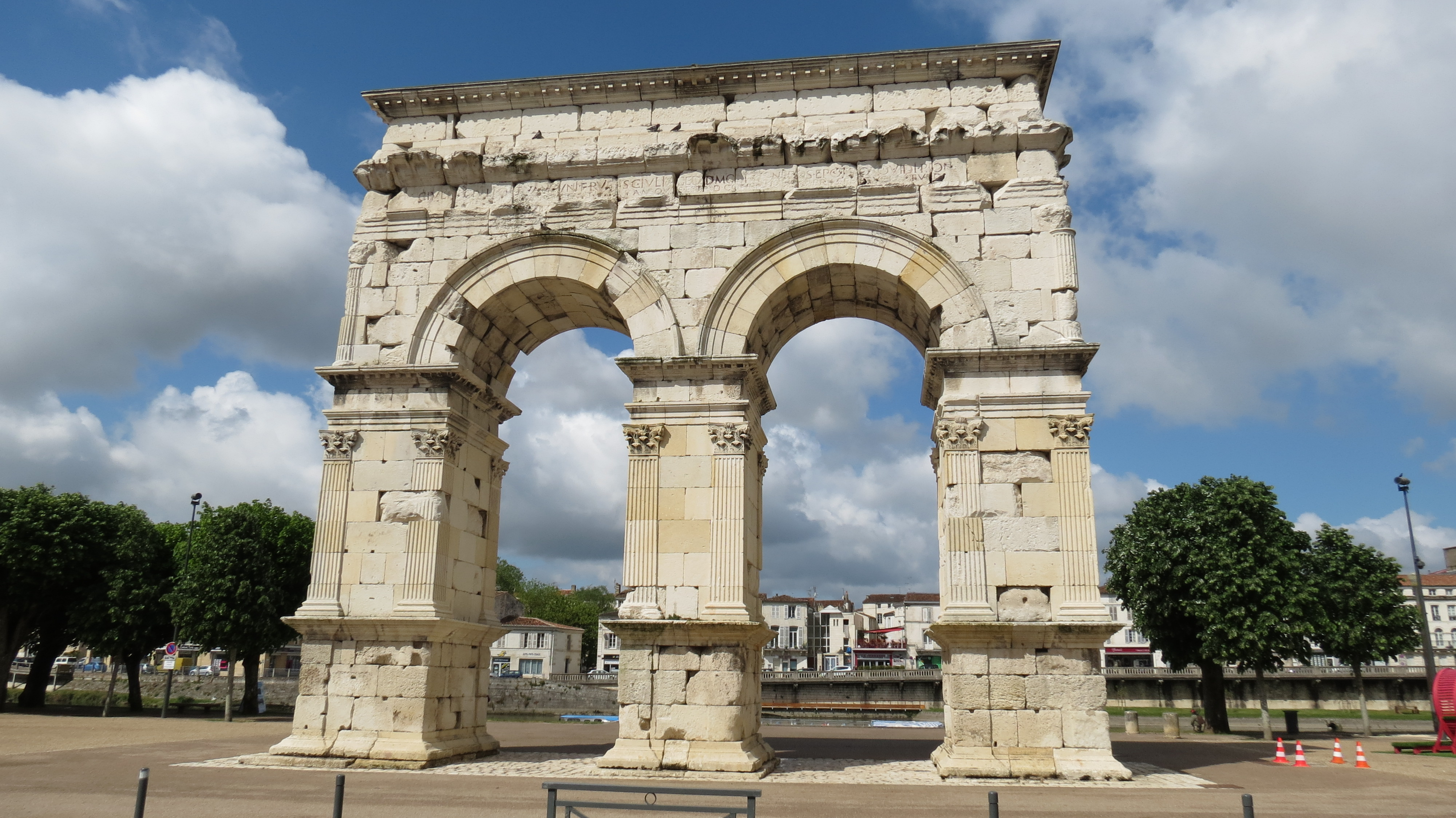
桑特

## 政治
滨海夏朗德省的省议会由51名省议员组成，其中多数派属于混杂右翼（31席）。混杂左翼20希，生态主义者2席。议会主席是来自地平线的西尔维·马尔西。
省长是布里斯·布隆代尔。

## 司法

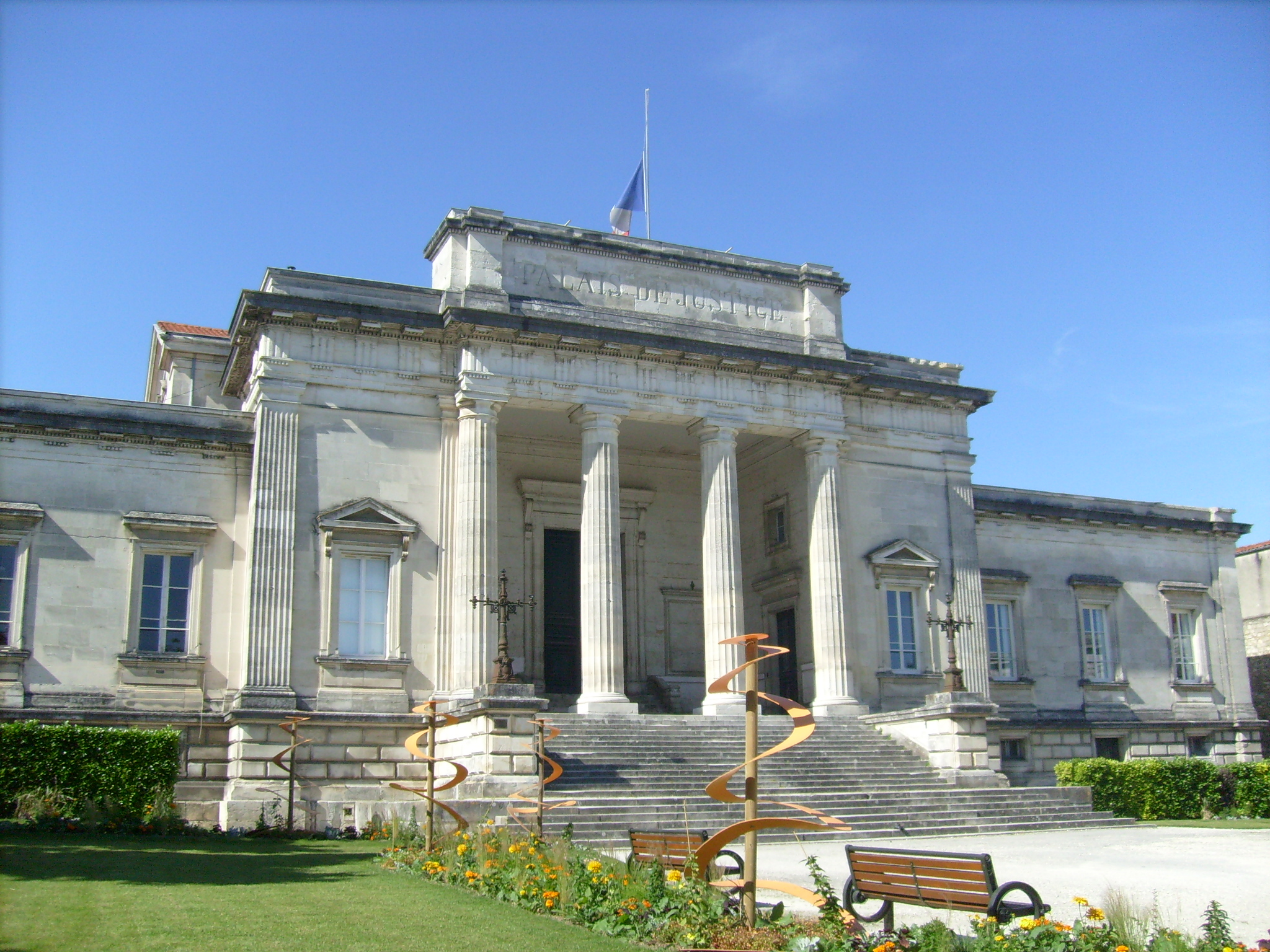
位于桑特的司法宫

2007年司法改革后，滨海夏朗德省司法地图的组织经历了深刻的变革。但与此同时，它导致了该省司法机构的某种形式的“荒漠化”，这往往对诉讼当事人有害，“地方司法”的概念被公民误解，因为它受到所有法律专业人士的谴责。
因此，两个地方法院（TGI）共享该省的领土，一个在拉罗谢尔，另一个在桑特。改革前，桑特是TGI的所在地。
现在有四个初审法院（TI），而不是司法改革前的六个。他们位于拉罗谢尔、桑特、罗什福尔和容扎克。被删除的两个TI位于马雷讷和圣让当热利。
滨海夏朗德省保留了一个重罪法院，位于桑特，所以桑特仍然是该省的司法中心。但由于拉罗谢尔被选为省司法调查中心，其作用将大大削弱。其作为省会的职能对这一选择产生了重大影响，特别是因为该市有一所大学和一所法学院。此外，拉罗谢尔是2002年落成的司法和法律之家的所在地。这是普瓦捷上诉法院管辖范围内唯一的此类法律信息机构。
上诉法院位于普瓦捷，滨海夏朗德省依附于普瓦捷。
滨海夏朗德省有三个拘留中心（桑特、贝德纳克和罗什福尔的监狱）和一个位于圣马丹德雷的监狱中心。该省正在考虑建立一个600个位置的省监狱项目，以取代目前的四个监狱。
滨海夏朗德省没有行政管辖权，行政上诉法院设在普瓦捷（行政法庭）和波尔多。
此外，两个商事法院在滨海夏朗德省运作。他们的总部设在拉罗谢尔和桑特。改革前有六个。工作人员的总部设在容扎克、马雷讷、罗什福尔和圣让当热利。
此外，现在有三个劳资纠纷委员会在滨海夏朗德省工作。它们位于拉罗谢尔、桑特和罗什福尔。这一管辖权的三个法院已被废除，曾分别设在容扎克、马雷讷和圣让当热利。

## 媒体

### 报刊
- 《西南报》（多个地方版本：拉罗谢尔、桑特、罗什福尔、鲁瓦扬和容扎克）。

- 除了地方日报西南报以外，还有五份地方每周新闻报纸覆盖该省：在叙热尔出版的《滨海夏朗德周刊》（Charente Maritime Hebdo）（2020年初与《法国信使报》（Courrier Français）的滨海夏朗德版本合并），在圣马丹德雷出版的《雷岛灯塔》（Le Phare de Ré），在马雷讷印刷的《滨海夏朗德海岸》（Le Littoral de La Charente Maritime），在容扎克出版的《上桑通日》和在圣让当热利印刷的《自由天使》，其印刷量通常超过数千份。

- 该省还出版了其他出版物，包括自1934年以来出版的农业周刊《夏朗德农民》。[5]

### 电视和广播
- 法国蓝色广播拉罗谢尔（法国广播电台）
- 法国电视三台新阿基坦通过当地分支机构法国三台普瓦图-夏朗德及其当地分支机构法国三台大西洋，其当地分支机构位于拉罗谢尔，几乎每天（每周周二至周五）广播5分钟有关滨海夏朗德省的信息。

少女FM是一家地方电台，自1998年以来在滨海夏朗德省以97.8兆赫的频率广播，位于罗什福尔。

## 文化

### 方言
自2010年初以来，滨海夏朗德省的语言普瓦图-桑通日语一直在法国语言列表中，其措辞如下：“普瓦图-桑通日语（其两个变体：普瓦图方言和桑通日方言）”。这是一种特定的奥依语，尽管带有一些奥克语风格和词汇。
普瓦图方言和桑通日方言之间的边界穿过滨海夏朗德省北部，该省在语言上分为一个小的普瓦图方言区域（雷岛、欧尼斯北部、卢莱和欧尔奈地区）和一个大的桑通日方言区域（该省的所有其他部分）。
桑通日和欧尼斯的居民提供了大量移民，他们定居在新法兰西（阿卡迪亚和魁北克）。桑通日方言词汇中的许多单词仍然存在于今天的加拿大法语中。

### 国际文化交流
作为国家间文化交流的一部分，滨海夏朗德省近20个城市，与其他城市有联系，主要来自欧洲，但也来自非洲和北美。
在将它们与世界城市联系起来的市政协议框架之外，拉罗谢尔大学，特别是通过其文学和人文学院，与其他大学城市保持着许多交流，如瑞典的哈尔姆斯塔德、加拿大的蒙特利尔或美国的城市。

## 著名人士
- 阿基坦的埃莉诺：出生于1122年，作为普瓦捷伯爵的女儿嫁给了法国国王路易七世，后来又嫁给了未来的英格兰国王亨利二世。它是第一部法国海事法典的起源，名为《奥莱龙卷宗》。

- 雅克·布瓦索（Jacques Boyceau）：1560年左右出生于圣让当热利，亨利四世国王、玛丽·德·美第奇王后和路易十三国王花园的管家。他的任务是指导卢森堡宫花园的种植，然后重新设计卢浮宫花园、杜伊勒里宫和圣日耳曼昂莱新城堡的花坛。

- 萨米埃尔·德·尚普兰：1567年至1580年间出生于布鲁阿日或拉罗谢尔，航海家、制图师、探险家、编年史家，1608年创立了魁北克市。

- 泰奥多尔-阿格里帕·多比涅（Theodore Agrippa d'Aubigné）：1552年出生于蓬镇附近，是作家、巴洛克新教战士和诗人（卒于1630年）。

- 勒内-安托万·费尔绍·德·列奥米尔：1683年生于拉罗谢尔，1757年去世，是18世纪最伟大的学者之一。

- 尼古拉·韦内特（Nicolas Venette）：1633-1698年，医生、性学家和作家，西方第一部性学论文《婚姻爱情图表》的作者。

- 雅克-尼古拉·俾约-瓦伦：1756-1819年，法国政治家、革命家、几本小册子的作者、巴黎公社成员，1792年9月与丹东一起指挥了《血腥的日子》。他被塞纳河省选为国民公会成员，投票支持处死路易十六。

- 路易·邦雅曼·弗勒里奥·德·贝尔维（Louis Benjamin Fleuriau de Bellevue）：1761年-1852年，市议员、总议员、议员，热爱自然科学，为拉罗谢尔自然历史博物馆的藏品做出了巨大贡献。

- 埃梅·邦普兰（Aimé Jacques Alexandre Goujaud Bonpland）：1773-1858年，外科医生和植物学家，曾陪同亚历山大·冯·洪堡（Alexander von Humboldt）探险，是珍贵手稿的作者。

- 居伊·维克多·迪佩雷：1775-1846年，法国海军上将、帝国水军将领、法国贵族和海军部长。在国葬后被安葬在荣军院，他的名字出现在巴黎凯旋门上。

- 朱尔·杜弗尔（Jules Dufaure）：出生于索容（1798-1881年），葬在格雷扎克（Grézac），是19世纪地区一级的律师和政治家（1834年至1851年、1871年至1875年和1876年担任桑特议会议员，1832年至1834年担任地区议会主席和波尔多律师协会主席），1839年至1840年、1848年、1849年担任内政部长；1871年至1873年担任议会副主席和司法部长；1875年担任司法部长，1876年担任部长理事会主席（总理），1877-1879年再次担任主席；1876年不可撤职的参议员；1862年至1864年担任巴黎律师协会主席，1863年当选为法国学院成员。作为国民议会委员会主席，他是1842年《法国铁路干线法》的灵感来源之一，1878年推动了弗雷西内计划，并参与了几部法国宪法（1848年、1873年草案、1875年宪法法案）。他本来是自由主义奥尔良派，1848年效忠共和国，1871年重申对共和原则的承诺，成为中间偏左党的领导人之一，该党在1877年5月16日后巩固了第三共和国。

- 欧仁·弗罗芒坦（1820-1876）出生于拉罗谢尔，是一位多产的东方主义画家和作家。

- 威廉·阿道夫·布格罗：生于拉罗谢尔（1825-1905），19世纪末的学术画家，美术学院成员。

- 欧仁·比罗：1825年出生于叙热尔附近的圣乔治迪布瓦，1908年去世；他被认为是“乳品合作社之父”，是1888年1月13日法国第一家乳品合作社的创始人。

- 埃米尔·孔布：1835年出生，这位反教会政治家，1905年政教分离法的负责人之一，1921年在蓬镇去世。

- 皮埃尔·洛蒂（Pierre Loti）：1850年出生于罗什福尔，葬在圣皮埃尔多莱龙（奥莱龙岛），本名朱利安·维奥，以其异国情调的小说和古怪而闻名。他一生都在周游世界，每次都能更好地回到家乡。他在罗什福尔的故居变成了博物馆。

- 勒内·吉约：1900年生于库尔库里，1969年死于巴黎，是青年冒险书的作者。桑通日学院前成员。

- 莫里斯·梅洛-庞蒂（Maurice Merleau Ponty）：1908年生于罗什福尔，1961年死于巴黎，存在主义哲学家和现象学家，法兰西学院教授，巴黎高等师范学院学生，1930年获得哲学第二名。他与让-保罗·萨特共同创办了《现代》杂志。

- 奥尔唐斯·杜福尔：小说家，1946年出生于马雷讷。她写了1982年由格拉塞出版的小说《Le Bouchot》。

- 丹尼尔·贝尔纳（Daniel Bernard）：1948年出生于拉罗谢尔，著有四部关于雷岛的小说，分别是《雷岛以前的生活》（2010年）、《马加扬特》（2008年）、《比风远得多的岛》（2005年）和《圣克莱芒的采盐人》（2002年）。

- 布吕诺·吉永（Bruno Guillon）：出生于圣让当热利，是Fun radio电台《晨间布吕诺》（Morning Bruno）的主持人，也是自2021年起在法国电视二台播出的法国电视游戏节目《每个人都轮到》的主持人。